# Lumbricillus griseus
Lumbricillus griseus är en ringmaskart som först beskrevs av Stephenson 1932.  Lumbricillus griseus ingår i släktet Lumbricillus och familjen småringmaskar. Inga underarter finns listade i Catalogue of Life.